# Borgå

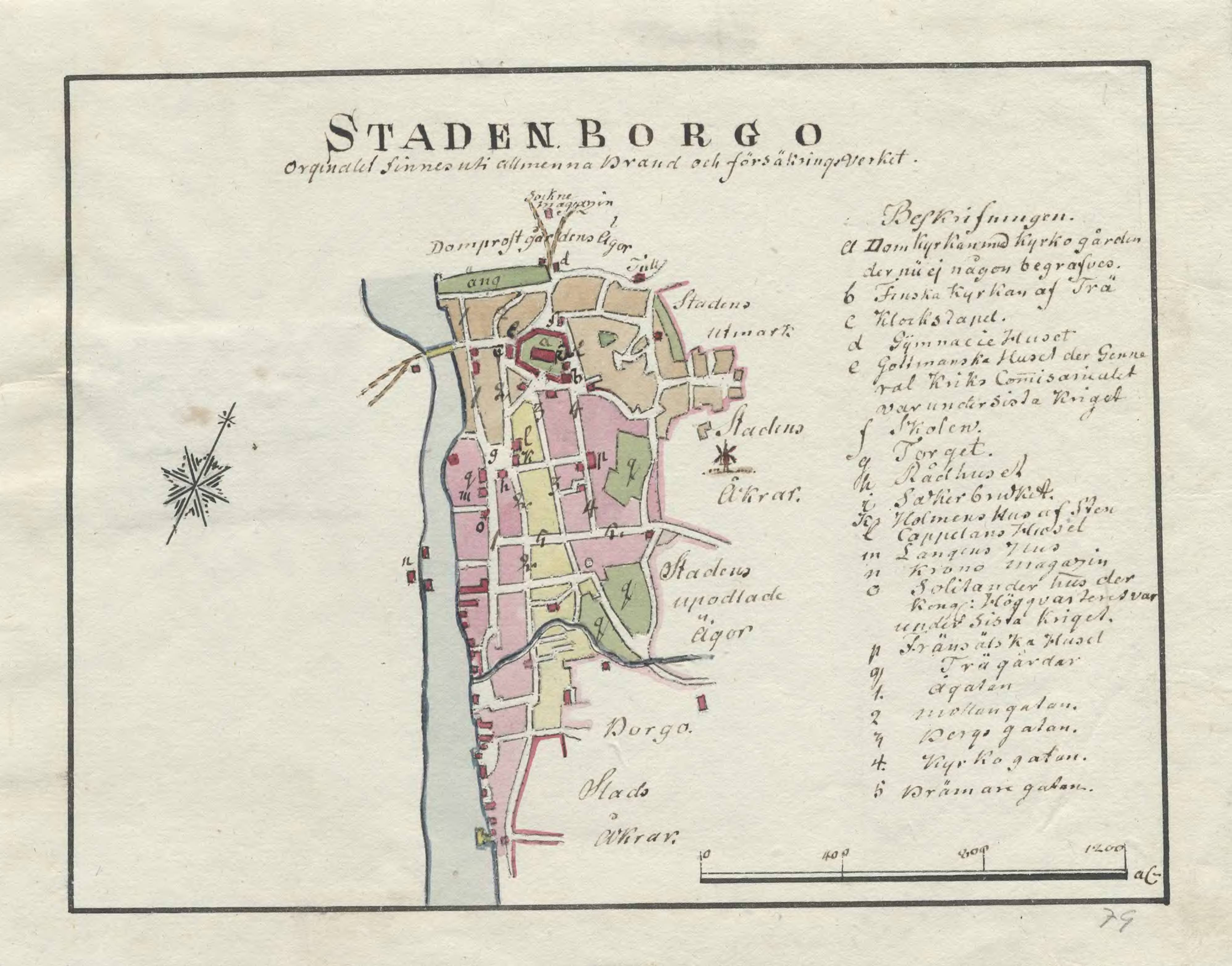
Karta över Borgå från 1790-talet

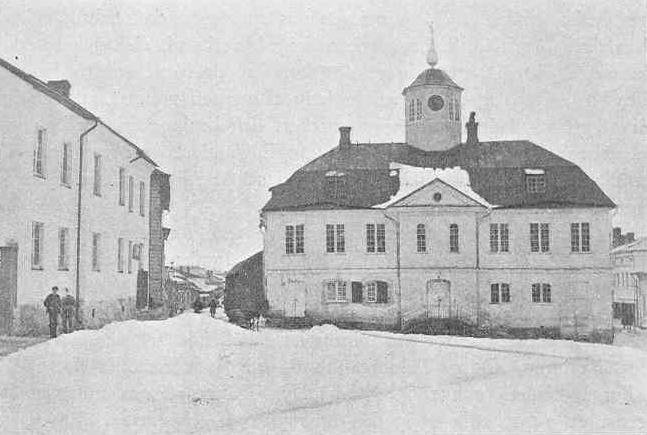
Borgå rådhus omkring år 1900, i en byggnad som nu är museum.

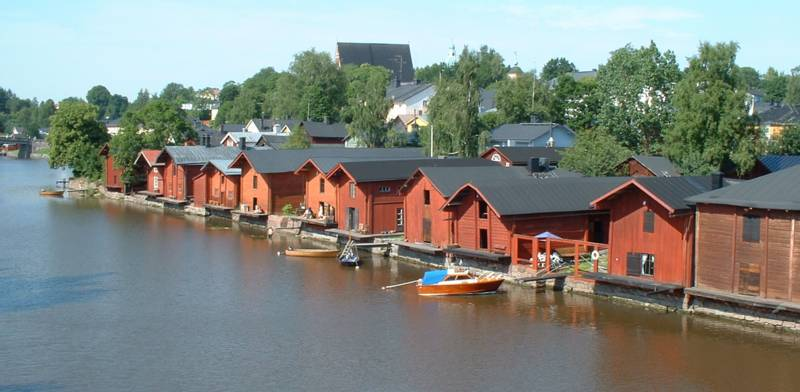
Vy över Borgå å.

Borgå ([ˈbɔrˌgo] ( lyssna), finska: Porvoo [ˈporʋoː]) är en stad i landskapet Nyland i Finland. Kuststaden Borgå ligger vid Finska vikens norra kust, alldeles vid Borgå ås mynning. Folkmängden i Borgå stad uppgår till 51 149 invånare (2021), och den totala arealen utgörs av 2 139,81 km². Staden gränsar i väster till Sibbo kommun, i nordväst till Borgnäs kommun, i norr till Askola kommun och i öster till Lovisa stad.
Borgå stads språkliga status är tvåspråkig med finska som majoritetsspråk (64,1 procent) och svenska som minoritetsspråk (28,3 procent). Borgå stad hade svensk majoritet in på 1960-talet, medan Borgå landskommun hade svensk majoritet in på 1970-talet. (De två fusionerades 1997).
Stadens slogan är Borgå – drömmarnas stad.
Borgå stad ingår i Borgå ekonomiska region.

## Historia
Borgå ligger vid en gammal handelsplats. Borgbacken i Borgå, som möjligen är uppförd på grunderna av en gammal vikingaborg, är troligen från slutet av 1200-talet eller början av 1300-talet. Stadens namn kommer från orden borg och å. Borgbacken som ligger strax intill ån omges fortfarande av gamla vallgravar. Handeln till Tavastland bedrevs längs Borgå å, och Stora strandvägen, även kallad Kungsvägen, från 1200-talet gick genom Borgå.

### Under den svenska tiden
Borgå är en av Finlands sex medeltida städer och landets näst äldsta stad efter Åbo. Borgå uppstod på 1200-talet och fick enligt traditionen stadsrättigheter 1346 av kung Magnus Eriksson. Historieforskning har dock visat att Borgå fick stadsrättigheter först på 1380-talet. Säkert är att där redan 1424 fanns borgmästare och råd. Den första bron över Borgå å nämns år 1421. Borgå domkyrka uppfördes 1414–1418, och var trots sin idag ringa storlek den största i medeltidens Finland.
Från Åbo ärkestift, som omfattade hela Finland, avknoppades 1554 församlingarna i öster till Viborgs stift. Efter att Viborg 1710 hade erövrats av Ryssland och freden i Nystad hade slutits, upprättades 1723 det gamla Borgå stift som bestod i denna form under 200 år (se 1923 nedan).
År 1508 förstördes staden av danskarna, på 1500-talet förstörde ryssarna staden till grunden tre gånger, och även under "stora ofreden" 1708 ödelades den. Efter freden i Nystad 1721 upphöjdes Borgå till biskopssäte i stället för det till Ryssland avträdda Viborg, och samtidigt inrättades i staden även ett gymnasium. Det övertog rollen av ett gymnasium i Viborg, som under kriget hade upplösts 1710. Staden var under hattarnas ryska krig 1741–1743 ockuperad av en rysk styrka.
Innan Finland vid freden i Fredrikshamn blivit ett ryskt storfurstendöme underställt tsaren, hölls i Borgå 1809 den i Finlands nyare historia för landets statsrättsliga ställning så betydelsefulla Borgå lantdag, på vilken Finlands ständer den 27 mars mottog kejsar Alexander I:s stadfästelse av landets religion och grundlagar, Finlands rätt att bibehålla svensk lag fastställdes, samt två dagar senare hyllade honom som Finlands storfurste.

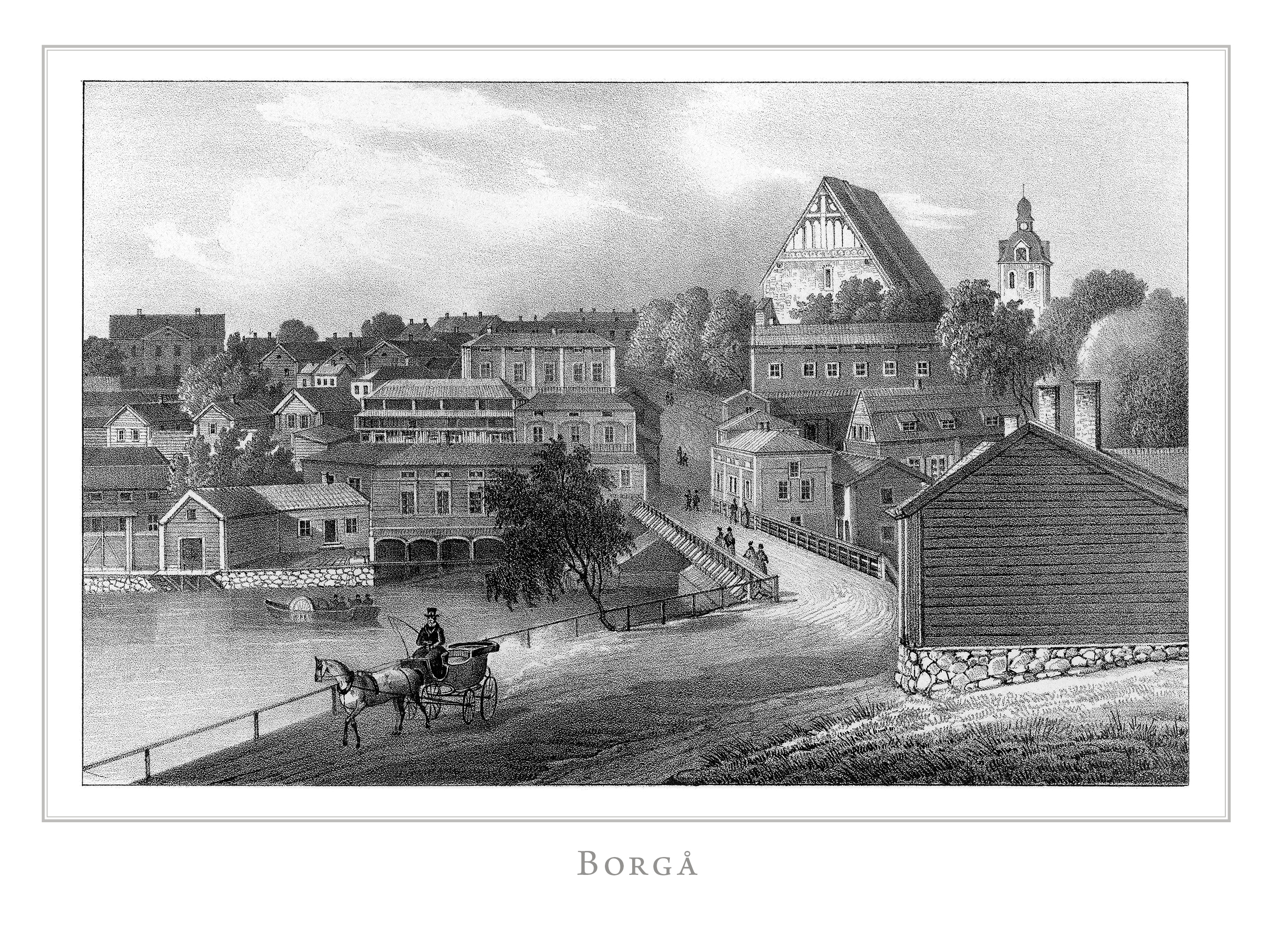
Litografi av Borgå i Finland framstäldt i teckningar utgiven 1845-1852.

Finlands nationalskald Johan Ludvig Runeberg levde i Borgå i 40 års tid från 1837 fram till sin död 1877.
Dövskolan i Borgå, landets första abnormskola, grundades 1846 av Carl Oskar Malm. 1905 fanns i Borgå ett statligt svenskspråkigt lyceum, ett finskt privatlyceum för gossar och flickor, en svensk privat borgarskola, en svensk privat flickskola och en av staten bekostad dövstumskola.
Borgå järnvägsstation öppnades 1874.

### I modern tid
År 1923 omorganiserades stiften inom evangelisk-lutherska kyrkan i Finland så, att Borgå stift blev ett icke-geografiskt stift som omfattar alla svenskspråkiga församlingar i landet. De finskspråkiga församlingarna i sydöstra Finland hör nu till Tammerfors stift.
Staden skadades svårt av bombningar av det sovjetiska flygvapnet under krigsåren. Dessa inriktade sig på att bränna den dominerande träbebyggelsen snarare än att försöka bli kvitt den strategiskt viktiga och enda bron över Borgå å.
År 1946 firades stadens 600-årsjubileum med att finska postverket gav ut en speciell frimärksserie.
Den 28 januari 1996 hölls en kommunal folkomröstning om en kommunsammanslagning med grannkommunen Borgå landskommun. Resultatet i denna var bifallande (64% av de röstande). Staden Borgå och kommunen Borgå landskommun upphörde den 1 januari 1997. Kommunerna sammanslogs då till den nya staden Borgå. Staden hade före sammanslagningen 21 313 invånare och hade en yta (land) på 19 km².
Gamla stan är en levande stadsdel. Området bebos av omkring 800 personer.

## Geografi

### Stadsdelar och byar
Stadsdelar i Borgå: 

- Centrum (fi. Keskusta)
- Gamla Borgå (fi. Vanha Porvoo)
- Hornhattula
- Jonasbacken (fi. Joonaanmäki)
- Jernböle
- Kungsporten
- Kvarnbacken (fi. Myllymäki)
- Näse (fi. Näsi)

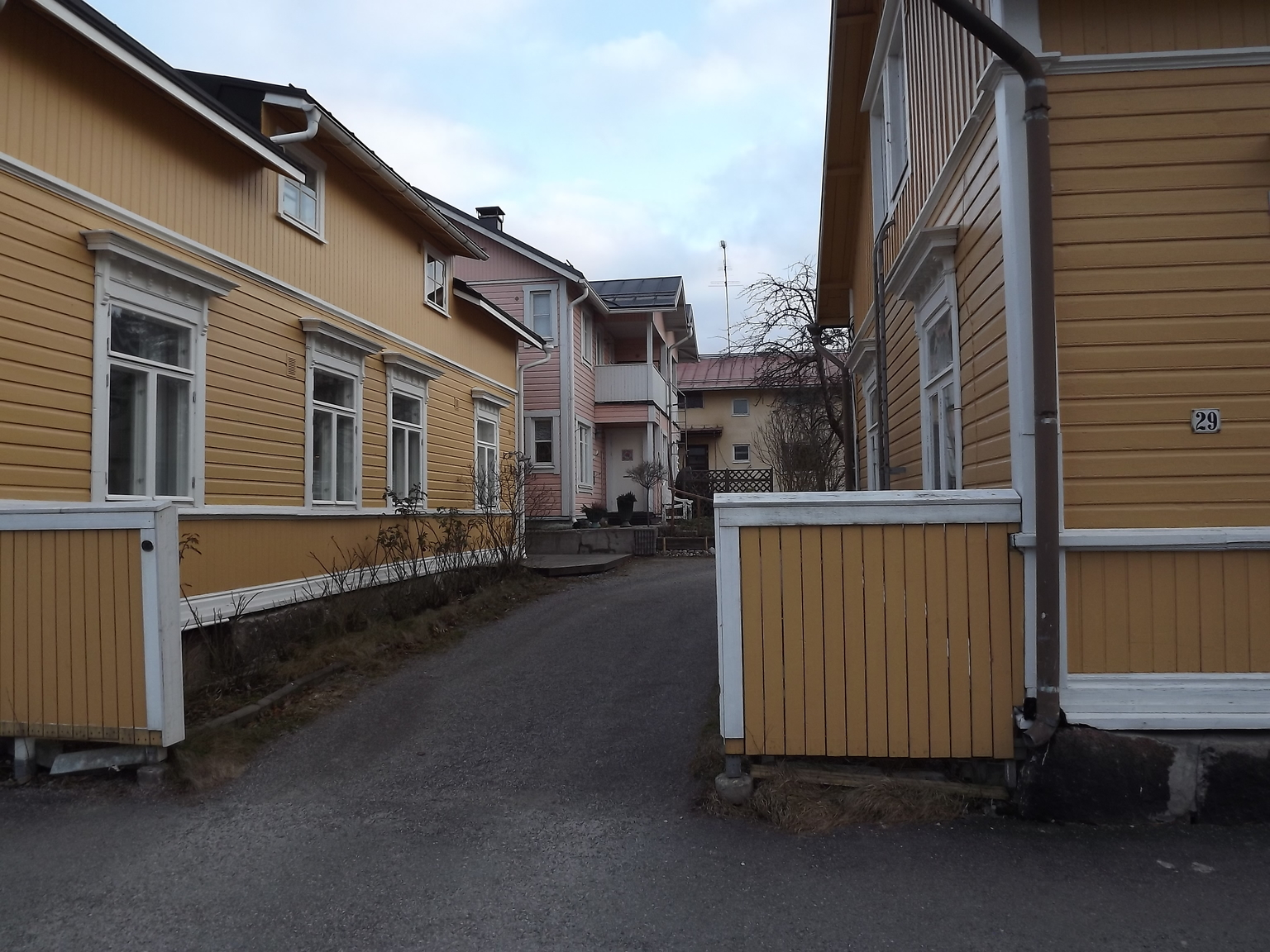
Trähus i centrum.

- Prästgårdsbacken (fi. Pappilanmäki)
- Skaftkärr
- Stadshagen (fi. Kaupunginhaka)
- Suistola
- Vårberga (fi. Kevätkumpu)
- Östermalm (fi. Tarmola)

Byar i Borgå: 

- Andersböle (fi. Anttila)
- Baggböle
- Bengtsby
- Bjurböle
- Boe
- Bosgård
- Brattnäs
- Drägsby (fi. Treksilä)
- Ebbo (fi. Epoo)
- Eknäs (fi. Tamminiemi)
- Emsalö (fi. Emäsalo)
- Eriksdal (fi. Eerola)
- Estbacka (fi. Eestinmäki)
- Fagersta
- Finnby (fi. Suomenkylä)
- Gammelbacka
- Gammelgård (fi. Vanhamoisio)
- Grännäs
- Gäddrag
- Haiko (fi. Haikkoo)
- Hammars (fi. Hamari)
- Hax
- Henttala
- Hindhår (fi. Hinthaara)
- Hommanäs
- Hummelsund
- Illby (fi. Ilola)
- Jackarby (fi. Jakari) med bydelen Träskby (fi.: Järvikylä)[17]
- Jernböle
- Kalax (fi. Kaalahti)
- Kallola
- Kardrag
- Karleby
- Karsby (fi. Kaarenkylä)
- Kerko (fi. Kerkkoo)
- Kiala (fi. Kiiala)
- Klemetsby (fi. Klemetti)
- Kortisbacka
- Kreppelby
- Kroksnäs
- Kråkö
- Kullo (fi. Kulloo)
- Kurböle
- Kuris
- Londböle
- Lövkulla (fi. Lehtimäki)
- Mickelsböle
- Molnby (fi. Myllykylä)
- Munkby (fi. Munkkala)
- Norike
- Norrveckoski (fi. Yli-Vekkoski)
- Nygård
- Onas
- Orrby
- Pepot (fi. Peippola)
- Pellinge (fi. Pellinki)
- Pirlax (fi. Piirlahti)
- Prästgårdsbacken (fi. Pappilanmäki)
- Ramsholmen
- Renum
- Sannäs (fi. Sannainen)
- Saxby (fi. Saksala)
- Seitlax (fi. Seitlahti)
- Siggböle (fi. Sikilä)
- Skavarböle
- Sköldvik (fi. Kilpilahti)
- Sondby
- Stensböle
- Strömsberg (fi. Virtaala)
- Sundö
- Svartbäck med Kärrby[18]
- Svartså (fi. Mustijoki)
- Söderveckoski (fi. Ali-Vekkoski)
- Tarkis (fi. Tarkkinen)
- Teisala (fi. Teissala)
- Tirmo
- Tjusterby (fi. Tyysteri)
- Torasbacka (fi. Tuorila)
- Varlax (fi. Vaarlahti)
- Veckjärvi
- Virvik
- Vålax (fi. Voolahti)
- Västermunkby
- Ylike
- Åby
- Åminsby

Bostadsområden i Borgå
- Johannesberg[19]

## Politik

### Mandatfördelning i Borgå stad, valen 1976–2025
| 4 | 13 | 2 | 15 |  | 8 |

|  | 15 | 2 |  | 14 |  | 9 |

| 2 | 15 | 2 | 16 | 8 |

|  | 14 |  |  | 16 |  | 9 |

|  | 15 | 3 | 15 |  | 8 |

|  | 15 | 4 |  | 20 |  | 8 |

|  | 16 | 5 |  | 17 |  | 9 |

|  | 15 | 5 | 3 | 18 | 8 |

| 35 | 16 |

|  | 14 | 5 | 5 |  | 16 | 8 |

| 34 | 17 |

|  | 12 | 4 | 6 |  | 16 |  | 9 |

| 31 | 20 |

|  | 12 | 8 |  | 4 | 16 |  | 7 |

| 32 | 19 |

|  | 10 | 6 | 5 |  | 15 |  | 10 |

| 28 | 23 |

| 3 | 10 | 7 |  | 3 | 16 |  | 9 |

| 20 | 31 |

### Vänorter
- Dalvík, Island, sedan 1978
- Dinkelsbühl, Tyskland, sedan 1961
- Hamar, Norge, sedan 1953
- Hancock, Michigan, USA, sedan 1988
- Kamień Pomorski, Polen, sedan 1988
- Lunds kommun, Sverige, sedan 1945
- Tyresö kommun, Sverige, sedan 1966
- Ventspils, Lettland, sedan 1990
- Viborgs kommun, Danmark, sedan 1950
- Viimsi, Estland, sedan 1994
- Viljandi, Estland, sedan 1961

## Skolor
Skolor i Borgå 2025:
- Svenskspråkiga lågstadieskolor: Eklöfska skolan, Grännäs skola, Hindhår skola, Kullo skola, Kvarnbackens skola (centrumskolan), Sannäs skola, Strömborgska skolan (enhetsskolan årskurs 1-9), Vårberga skola.
- Svenskspråkiga högstadieskolor: Lyceiparkens skola och enhetsskolan årskurs 1-9 Strömborgska skolan.
- Svenskspråkiga Gymnasiet: Borgå Gymnasium.
- Finskspråkiga lågstadieskolor: Albert Edelfeltin koulu (enhetsskolan årskurs 1-9), Epoon koulu, Hamarin koulu, Hinthaaran koulu, Huhtisen koulu, Ilolan koulu, Jokilaakson koulu -Kerko, Jokilaakson koulu -Torasbacka, Keskuskoulu (centrumskolan), Kevätkummun koulu, Kulloon koulu, Peipon koulu, Tolkkisten koulu.
- Finskspråkiga högstadieskolor: Linnajoen koulu, Pääskytien koulu och enhetsskolan årskurs 1-9: Albert Edelfeltin koulu.
- Finskspråkiga Gymnasiet: Linnankosken lukio.

## Demografi

### Befolkningsutveckling
| Befolkningsutvecklingen i Borgå stad 1975–2020 | Befolkningsutvecklingen i Borgå stad 1975–2020 | Befolkningsutvecklingen i Borgå stad 1975–2020 | Befolkningsutvecklingen i Borgå stad 1975–2020 | Befolkningsutvecklingen i Borgå stad 1975–2020 |
| --- | ---------------------------------------------- | ---------------------------------------------- | ---------------------------------------------- | ---------------------------------------------- |
| |                                                |                                                |                                                |                                                |
| År |                                                |                                                | Folkmängd                                      |                                                |
| 1975 | 1975                                           |                                                | 37 520                                         |                                                |
| 1980 | 1980                                           |                                                | 38 296                                         |                                                |
| 1985 | 1985                                           |                                                | 39 833                                         |                                                |
| 1990 | 1990                                           |                                                | 41 930                                         |                                                |
| 1995 | 1995                                           |                                                | 43 315                                         |                                                |
| 2000 | 2000                                           |                                                | 44 969                                         |                                                |
| 2005 | 2005                                           |                                                | 46 982                                         |                                                |
| 2010 | 2010                                           |                                                | 48 768                                         |                                                |
| 2015 | 2015                                           |                                                | 49 928                                         |                                                |
| 2020 | 2020                                           |                                                | 50 619                                         |                                                |
| Anm: Uppgifterna avser förhållandena den 31 december nämnda år enligt områdesindelningen den 1 januari 2022. Borgå landskommun ingår därför för åren 1975-1995. |                                                |                                                |                                                |                                                |

## Kultur

### Lokala dagstidningar
- Borgåbladet (svenskspråkig).
- Uusimaa (finskspråkig).
- Itäväylä (finskspråkig)

### Idrott
Klubben Borgå Akilles har bland annat blivit finska mästare i bandy och i friidrott.

### Kända personer från Borgå
- Remu Aaltonen (musiker)
- Sami Hyypiä (före detta fotbollsspelare)
- Chris Härenstam (sportkommentator)
- Johan Ludvig Runeberg (nationalskald)
- Albert Edelfelt (målare)
- Göran Magnus Sprengtporten (militär, politiker)
- Carl Johan Adlercreutz (militär, politiker)
- Ville Vallgren (skulptör)
- Walter Runeberg (skulptör)
- Tua Forsström (författare)
- Klaus Härö (regissör)
- Nils Brandt (skådespelare)
- Valle Rosenberg (konstnär)
- Edvard af Brunér (filolog)